# سفارة إيطاليا في فنزويلا
سفارة إيطاليا في فنزويلا هي أرفع تمثيل دبلوماسي لدولة إيطاليا لدى فنزويلا. تقع السفارة في وهي تهدف لتعزيز المصالح الإيطالية في فنزويلا.

## وصلات خارجية
- الموقع الرسمي
- قائمة سفارات إيطاليا
- قائمة السفارات في فنزويلا